# الکساندر کالدول
الکساندر کالدول (به انگلیسی: Alexander Caldwell) سناتور سابق عضو حزب جمهوری‌خواه ایالات متحده آمریکا بود. وی در سال ۱۸۷۱ تا ۱۸۷۳ میلادی سناتور ایالت کانزاس در سنای ایالات متحده آمریکا بود.